# دانیل وینینگ جونیور
دانیل وینینگ جونیور (انگلیسی: Daniel Vining Jr.؛  – ) دانشمند در زمینه جمعیت‌شناسی بود.